# Pierre Victor Alexandre Ficatier
Pour les articles homonymes, voir Ficatier.
Pierre Victor Alexandre Ficatier, né le 12 janvier 1803 à Nancy, dans la Meurthe, et mort le 18 novembre 1880 à Pau, dans les Basses-Pyrénées est un auteur et militaire français.

## Biographie
Il est l'unique fils connu du général-baron Florentin Ficatier et de sa femme, Marie Houssard. 
Dès 1817, il hérite du titre de noblesse impériale de son père, reconnu implicitement par Louis XVIII lors de la Restauration du fait du ralliement de Florentin Ficatier aux Bourbons, et se fera ainsi nommé général-baron. 
Sous la monarchie de Juillet, il est fait sous-lieutenant en 1831, à l'âge de 28 ans, au sein du 25e régiment d'infanterie de l'armée française.   
Il devient rapidement lieutenant, capitaine et chef de bataillon, commandera le camp militaire de Bitche, en Moselle, puis finira sa carrière au grade de général,.   
Le 23 février 1843, il se marie Marie Céleste Doussine, à Pau. De cette union naît Marie Louise Hortense Ficatier, le 14 février 1844.
Pierre Victor Alexandre Ficatier devient également auteur et fait tourner l'entièreté de ses œuvres autour des faits et des exploits militaires français du XIXe siècle.
En 1845, il écrit notamment les Campagnes mémorables des armées françaises jusqu'en 1815. 
Deux ans plus tard, en 1847, il devient l'auteur et le directeur de publication des Précis des victoires, conquêtes et revers des français de 1792 à 1845.
Le 14 mars 1860, sous Napoléon III, il est fait officier de la Légion d'Honneur. Dans le Journal officiel militaire, il est alors décompté que Ficatier a participé à quatre campagnes au service de la France durant ses quarante-et-une années de service effectif.
Il décède le 18 novembre 1880 à Pau, sans qu'il ne soit connu à ce jour d'héritier mâle à son titre de noblesse.

## Publications
- 1845 : Campagnes mémorables des armées françaises jusqu'en 1815[8].
- 1847 : Précis des victoires, conquêtes et revers des français de 1792 à 1845[9].